# ذكاء
الذكاء مصطلح يشمل القدرات العقلية المتعلقة بالقدرة على التحليل، والتخطيط، وحل المشاكل، وبناء الاستنتاجات، وسرعة التصرف، كما يشمل القدرة على التفكير المجرد، وجمع وتنسيق الأفكار، والتقاط اللغات، وسرعة التعلم، كما يتضمن أيضا حسب بعض العلماء القدرة على الإحساس وإبداء المشاعر وفهم مشاعر الآخرين.
مع أن المفهوم العام السائد عند الناس للذكاء يشمل جميع هذه الأمور وربما جعلوها مرتبطة بقوة الذاكرة، إلا أن علم النفس يدرس الذكاء كميزة سلوكية مستقلة عن الإبداع، والشخصية، والحكمة وحتى قوة الحافظة المتعلقة بالذاكرة.
تتوفر العديد من اختبارات قياس مستوى الذكاء (IQ) لكن ليس هناك تعريف موحد للذكاء، وينتقد ويتهم اختبار الذكاء بعدم القدرة على تحديد ذوي الذكاء العالي والمنخفض لأن النظريات المتواجدة الآن تؤكد وجود أنواع متعددة من الذكاء، وأن هذه الاختبارات ليس لديها القدرة على تحديد العبقرية في جميع المجالات.
البشر عمومًا لا يستخدمون كل أجزاء الدماغ للوصول إلى حل مشكلة ما، وإنما يستخدمون الجزء المتخصص في حل المشكلة بذاتها، لذلك فالذكاء ليس نوعًا واحدًا وإنما أنواع متباينة، وربما يكون أداء الشخص في الأجزاء الأخرى ليس على نفس المستوى.

## تاريخ

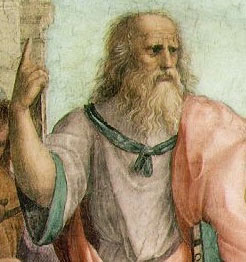
أفلاطون من فلاسفة الإغريق، ومثال للذكاء الشخصي، اللوحة للفنان ليوناردو دا فينشي.

لقد كان الشخص المثالي بالنسبة للإغريق هو الإنسان البارع فيما يفعله والعقلاني في تفكيره، أما بالنسبة للرومان فكان الشجاع، أما الصينيون فاعتبروا كل من كان موهوبًا في الشعر والموسيقى والرسم شخصا مثاليًا، وبالنسبة لمجتمعنا الحديث فالمقياس هو الذكاء قبل كل شيء.
فيعرف الذكاء بأنهُ قدرة الإنسان على التعبير بواسطة التفكير أو النشاط الحركي أو أن يبدع في شيء آخر من شتى مجالات الحياة، أو بمفهوم أبسط القدرة العقلية والبدنية على التكيف مع مختلف جوانب الحياة والإبداع فيها.

## تعريفات أخرى للذكاء
لا يوجد حتى الآن تعريف محدد للذكاء، حتى الذكاء بمفهومهِ العام يختلف من موقع لآخر ومن بيئة إلى أخرى، ففي المدرسة الطالب الذكي هو المتفوق في دراسته والحاصل على أعلى الشهادات، أما في قطاع الأعمال فهو الشخص القادر على استغلال الفرص التجارية وتحقيق أفضل المكاسب، وفي الرياضة كان اللاعب مارادونا هو عبقري كرة القدم لأنه استطاع قراءة وتنبؤ حركات الفريق الخصم مسبقا وترجمها عن طريق استغلال الفرص على أفضل وجه ومن ثم الفوز.
والذكاء يعرف بشكل عام فهو الأداة التي تمكن الأفراد «والمجموعات» من التأقلم بشكل أفضل مع الظروف المحيطة عن طريق استغلال ما هو موجود للوصول إلى حل مشكلة معينة، فقبل النار كانت عملية الأكل دون الطهي هي المشكلة، وباكتشاف النار وتطويعها حلت المشكلة.
في القرن التاسع عشر اعتقد عالم النفس البريطاني فرانسيس جالتون Francis Galton أن الذكاء يتوارث من الأب لأبنه ولذلك كان يبحث عن الذكاء في أولاد أبناء القياديين العظماء، في الحرب العالمية الأولى كانت الولايات المتحدة الأمريكية تفرض على الراغبين في الالتحاق بالجيش اجتياز اختبار ذكاء (Intelligence Quiz) أعد لتقييم القدرات الذهنية للمتقدمين ومن هنا ظهرت أول معالم التصادم، وحصل أصحاب الجنس الأسود على علامات أقل ب 15 نقطة من الجنس الأبيض، ولقد فسر البعض هذا بأن الذكاء يأتي عن طريق البيئة، فالمدارس الأفضل والمنازل ذات المواصفات الأفضل ومقاييس الحياة الأعلى كانت سبباَ في الاختلاف.
بينما فسر هذا الاختلاف من قبل آخرين أن الجنس الأبيض أتوا منحدرين من أجيال عديدة أكثر تقدما وازدهارا علميا من الجنس الأسود الذين انحدروا من سلالات كانت تعيش في الغابات والأحراش بأفريقيا حتى ماض ليس بعيد، هذا التفسير الذي لا يخلو من العنصرية وقد أثار غضب السود أكثر فأكثر، وخصوصا أنه تفسير غير منطقي.
تمكن النيوزيلاندي جيمس فلين James Flynn من جامعة أوتاجو Otago من الوصول لتفسير منطقي وإلى أن "نتائج امتحان الذكاء لشخص ما تعتمد بشكل كامل على الأحوال الاقتصادية والثقافية والعلمية والحياتية التي كانت موجودة في أسلافهِ، مما سيعطي دفعة كبيرة للحصول على علامة عالية أو العكس.
في العام 1999 قام العالم ويليام ديكنز William Dickens من معهد بروكينجز Brookings Institution في واشنطن بوضع نظرية يوجد عليها إجماع شبه كامل بين العلماء اليوم، وهذه النظرية تقول أن من كانت لديه صفة جينية متوارثة تعطيه أفضلية في مجال معين فإنه سيبدع إذا سمح له الاستمرار في ذلك المجال. على سبيل المثال ولد طويل القامة وأكثر سرعة على الركض من أقرانه في المدرسة، هذا الولد سيكون له مستقبل على الأغلب كمشارك في كرة القدم، بهذه المشاركة سيقوم بتطوير أدائه وقدراته في هذه اللعبة وسيحافظ على لياقة بدنية عالية مقارنة مع أولاد آخرين ليس لديهم نفس مواصفاته الجسمانية وبالتالي سيبدع ويتفوق هو جسديا وذهنيا في هذا المجال، الخلاصة أن من يمتلك صفة متوارثة تعطيه أفضلية في مجال ما على الآخرين، ويستعملها سيكون على الأغلب متفوقا عليهم، وبصيغة أخرى لكل من الصفات المتوارثة والبيئة المحيطة دور في الذكاء وتطوير القدرات العقلية الإنسانية.

## ذكاء الحيوانات والنباتات

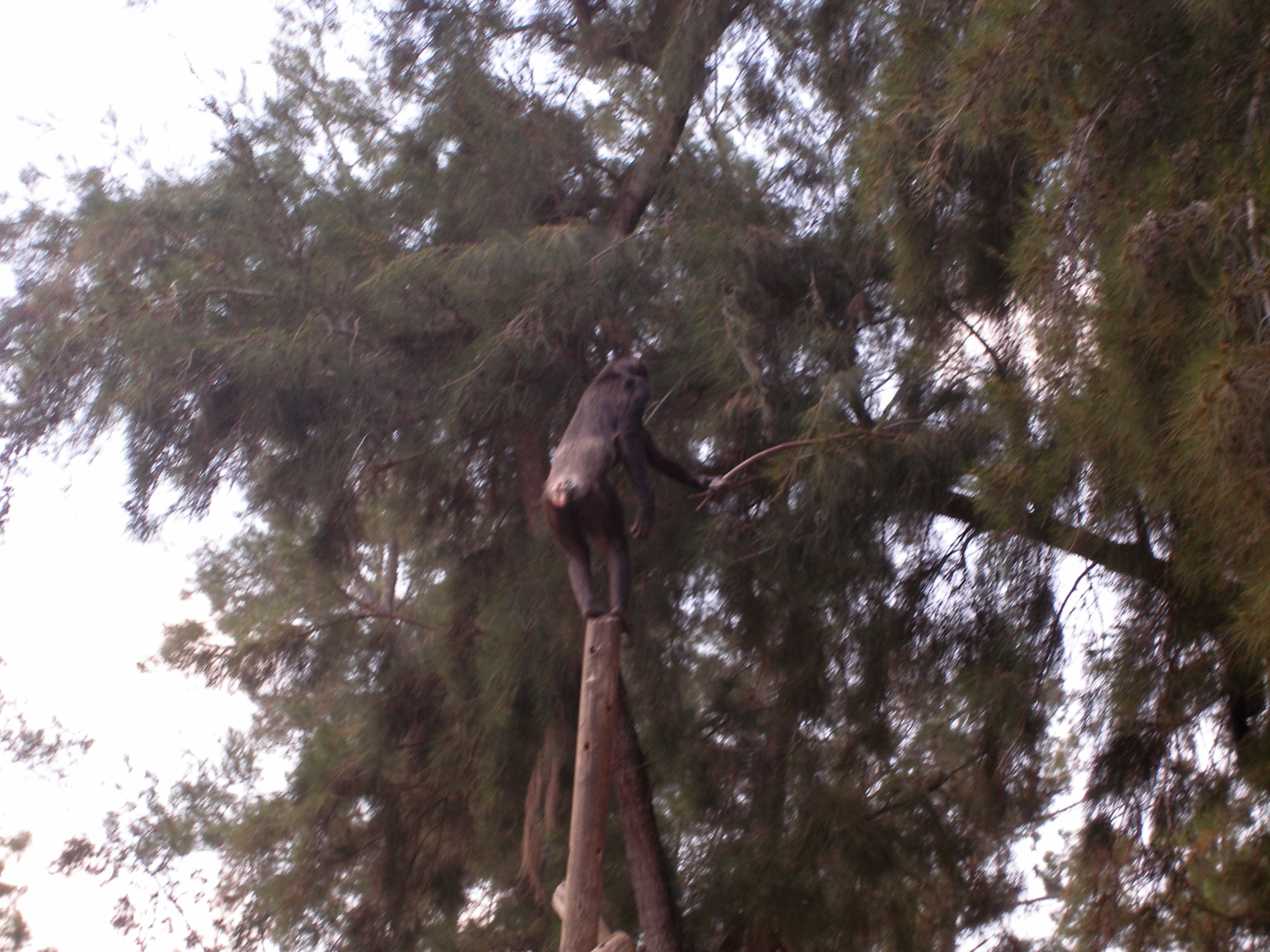
قرد الشامبانزي يستعمل الأدوات، وهنا يستخدم عصا للوصول للطعام

يحاول العلماء جاهدين معرفة ودراسة سلوك الكائن الحي لأجل تحديد مقدار ذكائه، وكيف يتعامل مع ما حوله.

## الذكاء الاصطناعي
الذكاء الاصطناعي هو سلوك وخصائص معينة تتسم بها البرامج الحاسوبية تجعلها تحاكي القدرات الذهنية البشرية وأنماط عملها. ومن أهم خواصها القدرة على التعلم و‌الاستنتاج و‌رد الفعل على أوضاع لم تبرمج في الآلة. إلا أنَّ هذا مصطلح جدلي نظرًا لعدم توفر تعريف محدد للذكاء.

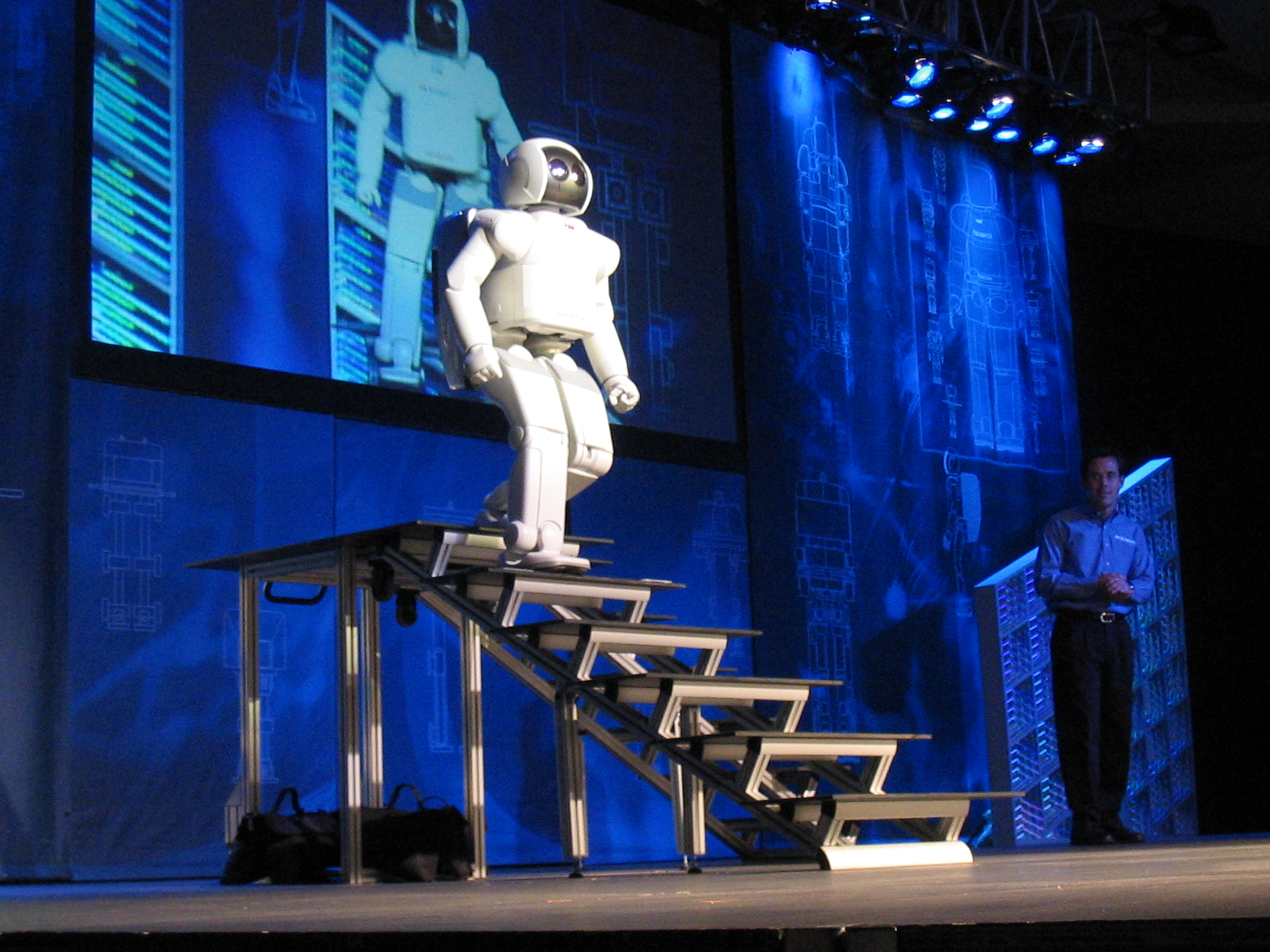
يستخدم أسيمو أجهزة الاستشعار وخوارزميات ذكية لتجنب العقبات والتحرك على الدرج.

الذكاء الاصطناعي فرع من علم الحاسوب، تُعرِّف الكثير من المؤلفات الذكاء الاصطناعي على أنه "دراسة و‌تصميم العملاء الأذكياء"، و‌العميل الذكي هو نظام يستوعب بيئته ويتخذ المواقف التي تزيد من فرصته في النجاح في تحقيق مهمته.

## أنواع الذكاء
- الذكاء اللغوي : والذي يمكن من يمتلكه من الإبداع في الكتابة والحديث والخطابة، الذكي لغويا سيكون أكثر قدرة على تعلم اللغات واستخدام اللغة في الوصول لأهداف معينة، وهنا نذكر نجيب محفوظ.
- الذكاء المنطقي- الرياضي : الذي يتضمن القدرة على حل مشكلات منطقية أو معادلات رياضية، الذي يكون منطقيا-رياضيا سيكون أقدر من غيره على التعامل مع المعضلات العلمية وفهمها، وهنا نذكر ألبيرت أينشتاين.
- الذكاء الموسيقي : المتضمن للمهارة في الأداء الموسيقي وفي تأليف الموسيقى وتقديرها واستيعابها، وهنا نذكر بيتهوفن.
- الذكاء الجسدي-الحركي : الخاص بإمكانية استعمال الجسم لحل مشكلات معينة، الرياضيون المتميزون هم من أمثلة هذا النوع، وهنا نذكر مارادونا.
- الذكاء الفراغي : الذي يمكن من يمتلكه من التعرف على أنماط وأشكال مختلفة، أي يعطيه القدرة على فهم المعضلات البصرية وحلها، وهنا نذكر بيكاسو.
- الذكاء العاطفي أو الاجتماعي أو الوجداني : الذي يخص العلاقة مع الآخرين، من يمتلك هذا النوع ستكون له القدرة على فهم نوايا ودوافع ورغبات الآخرين مما يمكنه من التعاون مع غيره، وهنا نذكر غاندي.
- الذكاء الشخصي-الداخلي : الذي يمكن الشخص من فهم قدراته هو ويمكنه من تقدير أفكاره ومشاعره ويمكنه بالتالي من تنظيم حياته بشكل ناجح. وهنا نذكر أفلاطون.

فمثلا يصنف لاعبوا الشطرنج أنهم قد يكونون أذكياء في نوعين محددين من أنواع الذكاء، وهما الذكاء المنطقي الرياضي، والذكاء الفراغي، فهؤلاء قد يجدون صعوبة في العزف على آلة موسيقية مثلا، ولن تكون من صفاتهم الرئيسية القدرة على التواصل مع الآخرين ومن ثم التعاون معهم بشكل متميز.[بحاجة لمصدر]

## نصائح لاكتساب الذكاء
- المثابرة.
- مقاومة الاندفاع.
- الاستماع بتفهم وتعاطف.
- التساؤل.
- مرونة التفكير.
- السعي نحو الدقة.
- الاستفادة من الخبرات.
- التعـبير بدقة ووضوح التفـكير.
- استخدام الحواس.
- الإبداع والخيال.
- الحماس
- المرح.
- المخاطرة المحسوبة.
- التفكير مع الآخرين.

## نسبة الذكاء

نسبة الذكاء

يملك أغلب الأفراد نسبة ذكاء متوسطة، بينما يقل تدريجيا عدد من يملك نسب ذكاء عالية أو متدنية، كان ألفريد بينيت Alfred Binet أول من وضع امتحانا لقياس القدرات الذهنية لدى الأطفال في سنوات الدراسة عام 1905.
وفي العام 1917 تم تقديم أول امتحان ذكاء سمي IQ.
يوجد اليوم العديد من امتحانات الذكاء وبأنواع عديدة.
تتأثر نسبة الذكاء لدى أي شخص بالغذاء الذي يتناوله في فترات مبكرة من عمره.

## قياس الذكاء
في عام 1905، طور عالم النفس الفرنسي ألفريد بينيت أول اختبار شامل للذكاء صار شائع الاستخدام. وقد طور هذا الاختبار بغرض التنبؤ بمستوى أداء الأطفال في المدارس، وبشكل خاص من أجل تمييز أولئك الذين هم بحاجة إلى مساعدة خاصة. ومنذ ذلك الحين، جرى استخدام اختبارات لقدرات إدراكية محددة، مثل: مهارات الرياضيات والمهارات الشفهية ومهارات البراهين الفراغية، وذلك بغرض تشخيص حالات التدني في القدرات الذهنية، ومن أجل تحديد طيف الذكاء الطبيعي.

## الذكاء بين الجنسين

لا يوجد فارق يذكر بين الذكور والإناث في الذكاء، ولكن الفوارق الفردية بين الذكور أبعد مدى منها بين الإناث فعدد العباقرة أكثر بين الذكور وكذلك عدد ضعاف العقل. لفترة طويلة في التاريخ لم يتم إعطاء المرأة الفرصة في إثبات قدراتها الذهنية وذكائها في العديد من المجالات أما اليوم، فالبراهين العلمية تؤكد على أن الذكاء لا يعتمد على جنس الإنسان فالفرص متشابهة في الإبداع العقلي والفكري بين الجنسين، ومن أحدث الأخبار في هذا الحقل نذكر ما أعلنه رئيس جامعة هارفارد لورنس سمرز Lawrence Summers في عام 2005م عندما أعلن أن هناك مواصفات جسدية ودماغية تمنع المرأة من الإبداع في العلوم بعكس الرجال. مما أدى إلى ثورة كبيرة من قبل النساء العاملات في قطاع العلوم ومن قبل مختصين أمثال جو هاندلسمان من جامعة ويسكونسن، الذين أكدوا عدم وجود أية فروق على مستوى الجينات أو أية فروق أخرى تدعم أقوال سمرز، مما اضطر رئيس هارفارد للاعتذار عن أقواله.

## دراسة الذكاء
يمكن أن يكون موضوع الذكاء بالغ التعقيد، ويمكن أن يكون التقدم الذي أحرزه العلماء في فهم الذكاء قليلا بشكل مخيِّب للآمال، ولكن الكثير من الخبراء في مجال الذكاء ما زالوا يجدون بعض الميزات العلمية في متابعة المهمة. فمثلا، يأمل الباحثون بأن فهم الذكاء سيساعد المدرسين على تصميم استراتيجيات تعليمية للأطفال بطريقة أكثر فاعلية.